# Aravind Adiga
Aravind Adiga (tiếng Kannada: ಅರವಿಂದ ಅಡಿಗ, sinh ngày 23 tháng 10 năm 1974)) là một nhà văn kiêm nhà báo người Ấn Độ. Tiểu thuyết đầu tay của ông, The White Tiger, đã giành được giải Man Booker Prize năm 2008. Hiện anh đang sinh sống ở Mumbai, Ấn Độ.

## Tiểu sử

### Thời trẻ và học vấn
Aravind Adiga sinh ở Chennai in 1974 to K. Madhava and Usha Adiga, Kannadiga parents hailing from Mangalore, Karnataka. Cậu bé lớn lên ở Mangalore và học tại Trường phổ thông trung học Canara, sau đó là tại Trường phổ thông trung học St. Aloysius, nơi cậu hoàn tất SSLC năm 1990. Cậu xếp hạng nhất bang ở SSLC. Sau khi di cư qua Sydney, Australia, với gia đình, cậu học tại Trường trung học nông nghiệp James Ruse. Anh đã học văn học Anh tại Columbia College, Đại học Columbia ở New York, nơi anh học với Simon Schama và đã tốt nghiệp xếp thứ nhì vào năm 1997. Anh cũng học tại Magdalen College, Oxford, nơi anh học với thầy Hermione Lee.
Adiga bắt đầu sự nghiệp phóng viên tài chính cho Financial Times. Với các báo cho Financial Times, Money và Wall Street Journal, anh đảm trách mảng thị trường chứng khoán và đầu tư, anh đã phỏng vấn Donald Trump. 